# Sotina
Sotina – wieś w Słowenii, w gminie Rogašovci. W 2018 roku liczyła 314 mieszkańców.